# کارشنو
کارشنو (به لهستانی:  Karsino) یک روستا در لهستان است که در گمینا پوستومینو واقع شده‌است.
 کارشنو  ۱۰۳ نفر جمعیت دارد.